# 鎌倉由美子
鎌倉 由美子（かまくら ゆみこ）は、日本の元卓球選手。現役時代は全日本卓球選手権大会等で活躍し、何度も優勝した。

## 経歴
愛知工業大学在学時の1974年度、全日本学生卓球選手権大会では小野文子と出場した女子ダブルスで優勝。※以降、ダブルスのペアは全て小野。全日本選手権では女子ダブルス決勝で葛巻まゆみ / 小野智恵子組に0-2で敗れ準優勝。
1975年度、全日本選手権女子ダブルス決勝で高山徳子 / 菅谷佳代組に0-2で敗れ準優勝。
1976年度、全日本大学対抗卓球大会では愛工大を優勝に導き、敢闘賞に選出された。全日本選手権女子ダブルス決勝で横田幸子 / 千葉良子組を2-1で倒し初優勝。
日本楽器所属時の1977年度、全日本選手権女子ダブルス決勝で高橋省子 / 中井万里子組を2-0で倒し2連覇。
1978年度、全日本選手権女子ダブルス決勝で小室恵子 / 上野由貴子組を2-1で倒し3連覇。